# Văn hóa Ngưỡng Thiều

Văn hóa Ngưỡng Thiều (tiếng Trung: 仰韶文化, bính âm: Yǎngsháo wénhuà) là một văn hóa thời kỳ đồ đá mới đã tồn tại rộng khắp dọc theo miền trung Hoàng Hà tại Trung Quốc. Văn hóa Ngưỡng Thiều có niên đại khoảng 5000 TCN tới 3000 TCN. Văn hóa này được đặt tên theo Ngưỡng Thiều, di chỉ khai quật đại diện đầu tiên của văn hóa này, được nhà khảo cổ học Thụy Điển là Johan Gunnar Andersson (1874-1960) phát hiện năm 1921 tại khu vực ngày nay thuộc huyện Mẫn Trì, địa cấp thị Tam Môn Hiệp, tỉnh Hà Nam. Văn hóa này từng thịnh vượng tại khu vực ngày nay là các tỉnh Hà Nam, Cam Túc, Thiểm Tây và Sơn Tây.

## Sự tồn tại
Các thực tiễn sinh nhai của người Ngưỡng Thiều là đa dạng. Họ chủ yếu trồng kê; một vài làng cũng trồng lúa mì hay lúa gạo. Bản chất chính xác của nông nghiệp Ngưỡng Thiều—gieo trồng theo lối nương rẫy du canh du cư quy mô nhỏ hay nông nghiệp thâm canh trên các đồng ruộng cố định, hiện tại vẫn là chủ đề tranh luận. Tuy nhiên, các khu định cư Trung Ngưỡng Thiều như Khương Trại có các công trình xây dựng với các tầng tăng thêm có lẽ là dấu hiệu của việc sử dụng để lưu giữ ngũ cốc dư thừa. Họ cũng chăn nuôi các động vật như lợn, gà và chó, cũng như cừu, dê và bò - nhưng ít hơn, nhưng phần lớn thực phẩm của họ đến từ săn bắt và đánh cá. Các công cụ bằng đá của họ cũng được đánh bóng và có tính chuyên biệt hóa cao. Người Ngưỡng Thiều cũng có thể đã thực hành một dạng sớm của chăn nuôi tằm tơ.

## Chế độ xã hội
Đa phần các học giả cho rằng văn hóa Ngưỡng Thiều theo chế độ phụ hệ. Một số ít cho rằng thời kỳ đầu của văn hóa Ngưỡng Thiều có chế độ mẫu hệ.

## Nông nghiệp
Người Ngưỡng Thiều chủ yếu gieo trồng kê nhưng một vài khu định cư gieo trồng lúa gạo. Họ cũng gieo trồng các loại rau cỏ khác như củ cải, cải bắp, khoai mỡ và các loại rau khác. Người Ngưỡng Thiều thuần hóa và chăn nuôi gà, vịt, lợn, chó và bò. Kê và lúa gạo được nấu thành cháo để ăn sáng trong khi kê được làm thành bánh bao cho các bữa ăn khác. Thịt chỉ ăn trong các lễ hội đặc biệt và lúa gạo được nghiền thành bột để làm bánh. Phần lớn thịt cá thu được nhờ săn bắt và đánh cá.

## Quần áo
Văn hóa Ngưỡng Thiều sản xuất một lượng nhỏ tơ tằm và dệt sợi gai dầu. Những người đàn ông đóng khố và thắt tóc của họ thành búi tó trên đỉnh đầu. Những người đàn bà quấn một tấm vải dài quanh mình để hở vai hoặc mặc váy và để vạt trước giữa hai chân và buộc nó ở phía sau. Họ buộc tóc của mình thành búi. Những người giàu có thể mặc đồ tơ tằm. Trẻ em ở trần cho tới khi khoảng 11 tuổi.

## Nhà cửa
Nhà được xây dựng bằng cách đào một hố hình chữ nhật thuôn tròn sâu vài feet. Sau đó, chúng được đầm nén kỹ và một tấm liếp được đan kết trên nó. Sau đó nó được trát bằng bùn. Sàn nhà cũng được đầm kỹ.
Tiếp theo một vài đoạn cột liếp ngắn sẽ được đặt xung quanh đỉnh hố và nhiều tấm liếp hơn sẽ được đan kết vào nó. Nó được trát bằng bùn và một bộ khung cột có thể được đặt để làm cho mái có hình nón. Các cột sẽ được thêm vào để hỗ trợ cho mái. Sau đó mái nhà được lợp bằng rơm rạ lấy từ cây kê. Có rất ít đồ gỗ, một bếp ở giữa nhà và một ghế, một bàn đặt dọc theo bờ tường, một giường còn thực phẩm được đặt hoặc treo trên tường. Một bãi rào kín sẽ được xây dựng ở bên ngoài cho động vật.

## Đồ gốm
Văn hóa Ngưỡng Thiều được biết đến vì có đồ gốm được tráng men. Các nghệ nhân Ngưỡng Thiều đã tạo ra đồ gốm tráng men trắng, đỏ và đen với các họa tiết trang trí hình mặt người, động vật và các hình hình học. Không giống như văn hóa Long Sơn muộn hơn, văn hóa Ngưỡng Thiều không sử dụng các bàn xoay trong sản xuất đồ gốm. Các khai quật cũng thấy rằng trẻ em khi chết được chôn cất trong các bình gốm tráng men.

## Các di chỉ khảo cổ
Di chỉ khảo cổ tại làng Bán Pha, gần Tây An, là một trong các khu định cư có hào rãnh bao quanh được biết đến tốt nhất của văn hóa Ngưỡng Thiều. Một khu định cư chính khác gọi là Khương Trại (姜寨) đã được khai quật tới hết các giới hạn của nó và các nhà khảo cổ đã tìm thấy rằng nó được bao quanh trọn vẹn bằng một hào rãnh hình tròn. Cả Bản Pha và Khương Trại đều tạo ra các dấu khắc chìm gây tranh cãi trên đồ gốm, mà một số người cho rằng đó là các con số hay có lẽ là các tiền đề cho ký tự Trung Hoa sau này. Tuy nhiên, các kết luận như vậy có thể là quá sớm .
Năm 2018, các nhà khảo cổ đã khai quật Di chỉ Song Hòe Thụ tại thành phố Trịnh Châu ở Hà Nam có niên đại 5.300 năm. Viện trưởng Viện Di chỉ Văn hóa và Khảo cổ Trịnh Châu cho biết, các nhà khảo cổ đề xuất gọi tên thành phố cổ đại ở đó là "Hà Lạc" do nằm ở vị trí sông Hoàng Hà và sông Lạc Hà giao nhau. Di chỉ có chiều dài khoảng 1.500 mét từ đông sang tây và rộng 780 mét từ bắc tới nam, bao phủ khu vực rộng 1,17 km2. Một lượng lớn cổ vật từ nền văn hóa Ngưỡng Thiều có niên đại hơn 5.000 năm được phát hiện ở tàn tích thành phố cổ, bao quanh bởi 2 hào nước hình tròn khổng lồ, tạo thành hệ thống phòng thủ nghiêm ngặt. Khu dân cư trung tâm với 4 dãy nhà nằm ở phía bắc của hào nước trong cùng. Ngoài ra, các nhà nghiên cứu còn tìm thấy 3 nghĩa trang với hơn 1.700 ngôi mộ, 3 hài cốt hiến tế, một di tích đài quan sát thiên văn học, một xưởng gốm sứ, một khu chứa nước, hệ thống đường và nhiều công trình khác. Một đồ vật đáng chú ý trong số những cổ vật là chiếc ngà lợn rừng chạm khắc hình con tằm, dài 6,4 cm, rộng gần 1 cm và dày 0,1 cm. Đây là hình chạm khắc con tằm lâu đời nhất từng được phát hiện, là bằng chứng cho thấy những cư dân Trung Quốc ở trung tâm sông Hoàng Hà đã biết nuôi tằm và dệt lụa cách đây khoảng 5.300 năm.

## Các giai đoạn
Trong số các giai đoạn chồng lấn lên nhau của văn hóa Ngưỡng Thiều, các giai đoạn đáng chú ý nhất, được phân chia theo các kiểu đồ gốm khác nhau, bao gồm:
- Giai đoạn Bán Pha (半坡), khoảng 4800 TCN tới 4200 TCN, đồng bằng miền trung Hoàng Hà.
- Giai đoạn Miếu Để Câu (庙底沟), khoảng 4000 TCN tới 3000 TCN, kế tiếp Bán Pha.
- Giai đoạn Mã Gia Diêu, khoảng 3300 TCN tới 2000 TCN, tại Cam Túc, Thanh Hải
- Giai đoạn Bán Sơn (半山), khoảng 2700 TCN tới 2300 TCN, kế tiếp Mã Gia Diêu.
- Giai đoạn Mã Xưởng (马厂), khoảng 2400 TCN tới 2000 TCN.

## Cổ vật

Đồ gốm
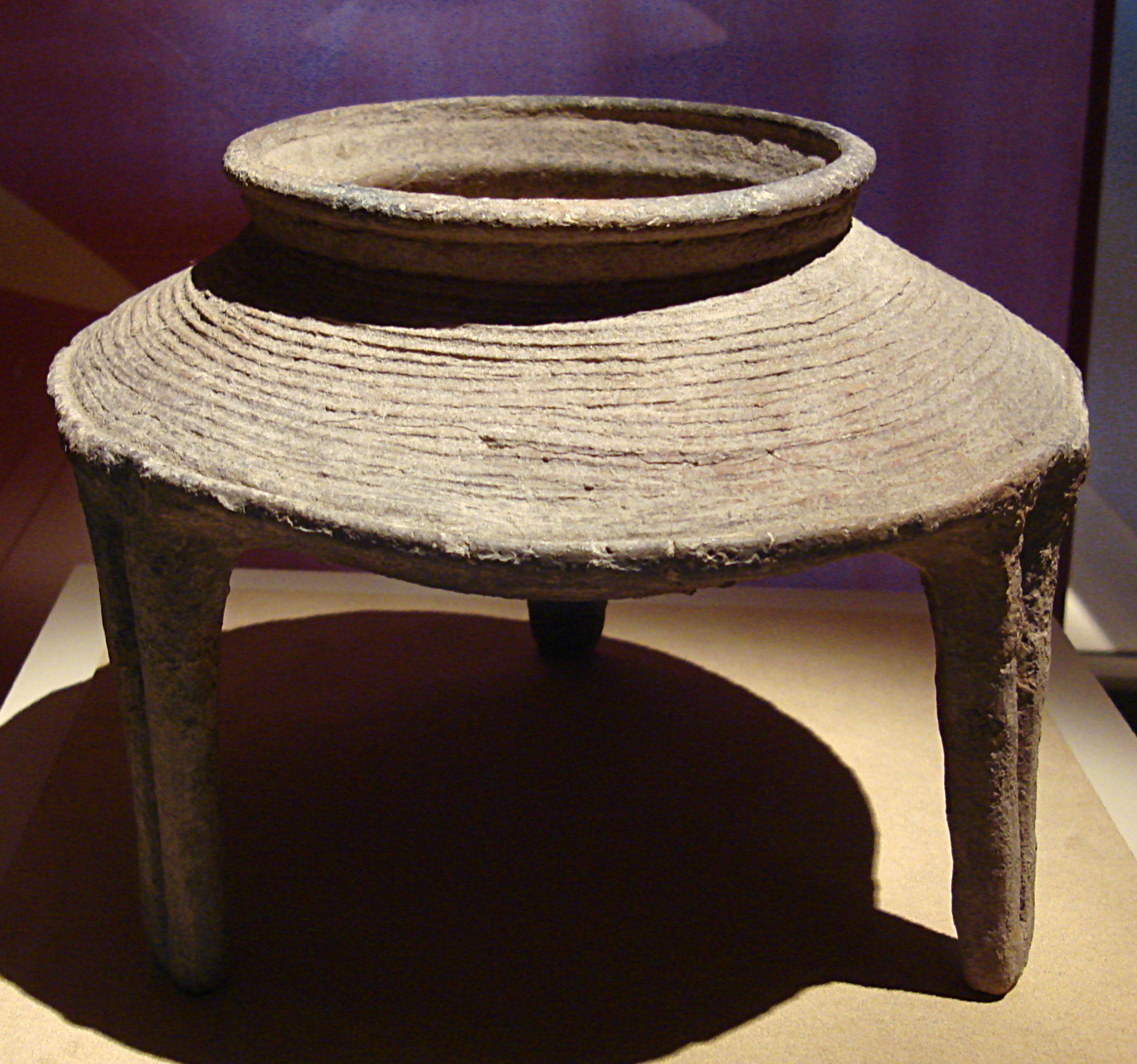
Đỉnh, được trang trí với kiểu dây.
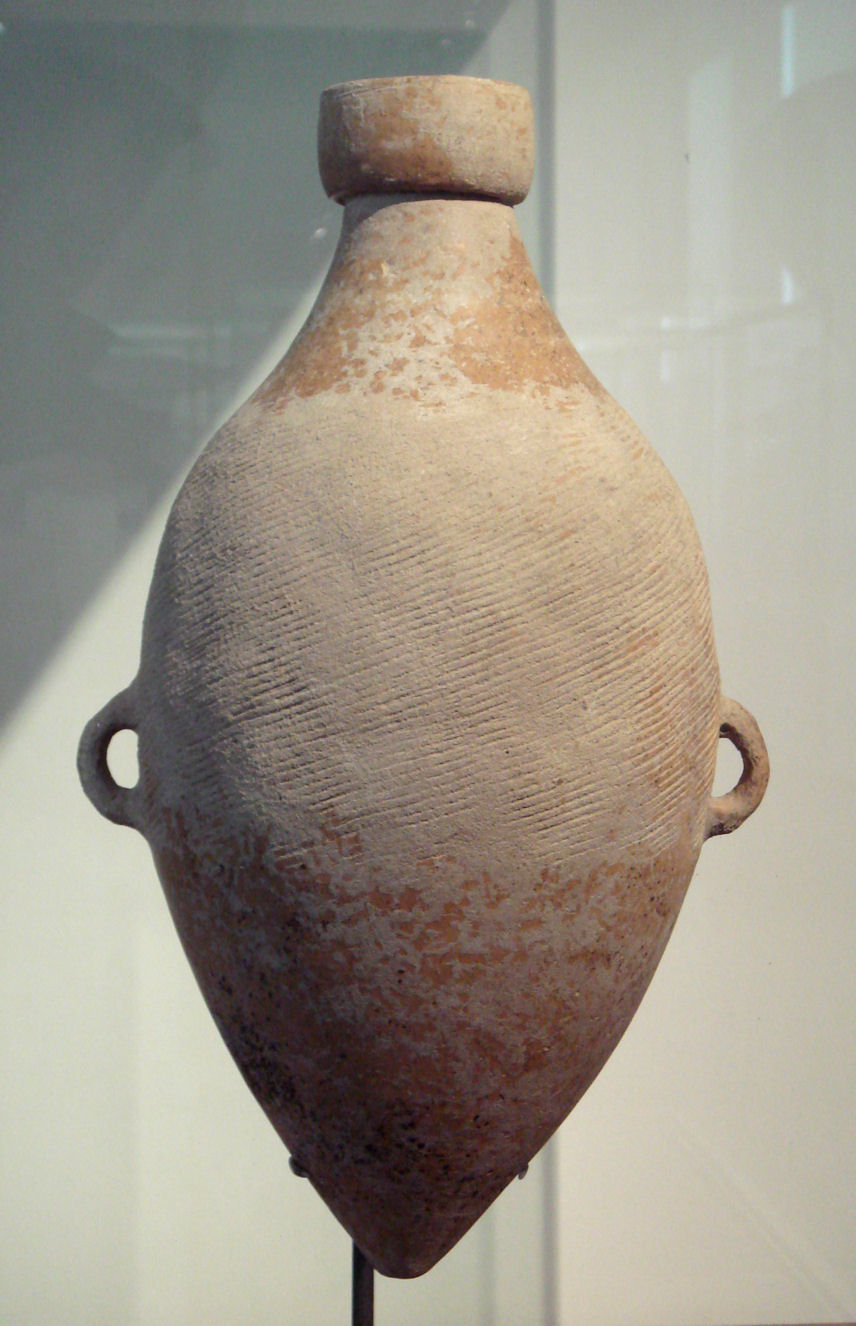
Vò hai quai sọc nổi Ngưỡng Thiều, giai đoạn Bán Pha, khoảng 4800 TCN.